# كريستوف روتمان
كريستوف روتمان (بالألمانية: Christoph Rothmann)‏ (و. 1560 – 1600 م) هو عالم فلك، ورياضياتي من ألمانيا. ولد في برنبورغ.
توفي في برنبورغ، عن عمر يناهز 40 عاماً.